# Francisco Aguilera y Egea
Francisco Aguilera y Egea   (Ciudad Real, 31 de març de 1857 - Madrid, 19 de maig de 1931) va ser un militar i polític espanyol.

## Biografia
Va combatre en les campanyes de la Guerra del Marroc ocupant-se de la plaça de Tetuan des de 1911. El 19 d'abril de 1917 va ser nomenat ministre de la Guerra al govern de Manuel García Prieto, ocupant el càrrec fins a juny del mateix any. Durant el seu curt període en el Ministeri va decretar la dissolució de les "Juntes militars de Defensa", per anar en contra de la disciplina castrense. Va ser després Senador vitalici des de 1918 i, com a liberal convençut, gaudia de molt prestigi en l'Exèrcit fins al punt que el Cuadrilátero va barallar el seu nom per encapçalar un directori militar poc abans del cop de Miguel Primo de Rivera. Va tenir una desagradable polèmica en defensa de l'exèrcit amb el polític José Sánchez Guerra y Martínez sobre l'expedient derivat del Desastre d'Annual, polèmica que va acabar amb el seu prestigi.
Durant el posterior Directori militar, va mantenir una oposició fèrria a Primo de Rivera i va ser un dels principals caps, al costat dels generals Valerià Weyler i Domènec Batet de la Sanjuanada de 1926 i de l'aixecament dels artillers de gener de 1929 a Ciudad Real i València. Després de la proclamació de la Segona República, Manuel Azaña el va ascendir al rang de capità general en 1931, abans de suprimir aquest grau militar i setmanes abans de la seva defunció.